# مسجد سري نكر الجامع
مسجد سري نكر الجامع هو مسجد في سري نكر في وادي جامو و کشمیر، ويقع في نوهاتا في وسط المدينة القديمة.

## بناء المسجد
تم بناء مسجد المهم من قبل السلطان اسكندر عام 1400 م، وتم إدارة البناء من قبل مير محمد حمداني نجل الشاه حمدان, وفي وقت لاحق أتم نجل السلطان الاسكندر زين العابدين توسعة المسجد، وأصبح واحد من مناطق الجذب وذلك لامتلاكه أحد أجمل فنون العمارة وهي عمارة الهندوسرانسيلك، يحتوي المسجد على فناء رائع و 370 عمود خشبي، وهناك ميزة أخرى للمسجد هو السلام والهدوء في داخله والوقوف بعكس صخب البازارات القديمة حوله، يجتمع الآلاف من المسلمين في المسجد كل يوم جمعة لاداء صلواتهم .

## الأضرار الناجمة عن الحريق
تعرض مسجد سري نكر الجامع لكثير من التدمير حتى الآن، ولحقت أضرار جسيمة بالمسجد جراء تعرضه لثلاث حرائق، وتم اصلاح الأجزاء التالفة بعد كل كارثة تحل به، وتم تنفيذ اخر أعمال الترميم للمسجد في عهد المهراجا براتاب سينغ، أما اليوم فلا يزال المسجد يقف طويل القامة مثل فخر سري نكر وعقد داخل نفسه الغنية قصص من الماضي ويدعو جميع المسلمين للصلاة فيه خمس مرات في اليوم .

## الإرث
من المعروف أن مسجد الجامع واحدا من المساجد العظيمة في الهند سواء كان كبر أو أناقة الإنشائية، والمسجد لا مثيل له في كل جانب من الجوانب، تتألف المسجد من 370 عمود من الخشب، ومسجد الجامع يرمز إلى واحدة من أفضل النماذج المعمارية التي نجت من ويلات الزمن منذ شيد في وادي جامو وكشمير، ومنطقة مسجد الجامع تمتد حتى مساحة 384 أقدم في 381 قدم، وللمسجد القدرة على استيعاب أكثر من 33,333 مصلي لاداء الصلاة في وقت واحد، بالإضافة إلى أن هناك حديقة مربعة تماما في الوسط وتحيط بالمسجد عبر ممرات واسعة على جميع الجوانب الأربعة، ويستطيع المسجد استيعاب حوالي 100,000 شخص صلاة معا في وقت ذروة.